# Elecciones al Congreso de los Diputados de abril de 2019 (Huelva)
Las elecciones al Congreso de los Diputados de 2019 se celebraron en la provincia de Huelva el domingo 28 de abril, como parte de las elecciones generales convocadas por Real Decreto dispuesto el 4 de marzo de 2019 y publicado en el Boletín Oficial del Estado el día siguiente. Se eligieron los 5 diputados del Congreso correspondientes a la circunscripción electoral de Huelva, mediante un sistema proporcional (método d'Hondt) con listas cerradas y un umbral electoral del 10%.

## Resultados
Los comicios depararon 2 escaños al Partido Socialista Obrero Español y al Partido Popular, y 1 a Ciudadanos y a Unidas Podemos
| Candidatura                                          | Candidatura                                          | Votos   | %                                       | Escaños                                 |
| ---------------------------------------------------- | ---------------------------------------------------- | ------- | --------------------------------------- | --------------------------------------- |
|                                                      | Partido Socialista Obrero Español (PSOE)             | 97 557  | 36,96                                   | 2                                       |
|                                                      | Partido Popular (PP)                                 | 44 929  | 17,02                                   | 1                                       |
|                                                      | Ciudadanos-Partido de la Ciudadanía (Cs)             | 44 698  | 16,93                                   | 1                                       |
|                                                      | Unidas Podemos (Podemos-IU-Equo)                     | 34 233  | 12,97                                   | 1                                       |
| Vox (VOX)                                            | Vox (VOX)                                            | 33 904  | 12,85                                   | 0                                       |
| Partido Animalista Contra el Maltrato Animal (PACMA) | Partido Animalista Contra el Maltrato Animal (PACMA) | 3155    | 1,20                                    | 0                                       |
| Partido Comunista Obrero Español (PCOE)              | Partido Comunista Obrero Español (PCOE)              | 873     | 0,33                                    | 0                                       |
| Andalucía por el Sí (AxSI)                           | Andalucía por el Sí (AxSI)                           | 852     | 0,32                                    | 0                                       |
| Recortes Cero-Grupo Verde (R0-GV)                    | Recortes Cero-Grupo Verde (R0-GV)                    | 576     | 0,22                                    | 0                                       |
| Partido Comunista del Pueblo Andaluz (PCPA)          | Partido Comunista del Pueblo Andaluz (PCPA)          | 270     | 0,10                                    | 0                                       |
| Votos válidos                                        | Votos válidos                                        | 261 054 | 100,00                                  | 5                                       |
| Votos nulos                                          | Votos nulos                                          | 4393    | Participación: · \| \| 68,77 % \| 4,88% | Participación: · \| \| 68,77 % \| 4,88% |
| Votantes                                             | Votantes                                             | 268 342 | Participación: · \| \| 68,77 % \| 4,88% | Participación: · \| \| 68,77 % \| 4,88% |
| Electores                                            | Electores                                            | 390 187 | Participación: · \| \| 68,77 % \| 4,88% | Participación: · \| \| 68,77 % \| 4,88% |
|                                                      | 68,77 %                                              |         |                                         |                                         |

## Diputados electos
Relación de diputados electos:
| N.º | Nombre                    | Lista | Lista |
| --- | ------------------------- | ----- | ----- |
| 1   | María Luisa Faneca López  |       | PSOE  |
| 2   | Juan JoséCortés Fernández |       | PP    |
| 3   | Carlos Juan Hermoso Ayuso |       | Cs    |
| 4   | José Luis Ramos Rodríguez |       | PSOE  |
| 5   | Alejandro García Orta     |       | UP    |